# Flagship Mountain
Der Flagship Mountain (englisch für Flaggschiffberg) ist ein 1720 m hoher Berg mit kegelförmigem Gipfel im ostantarktischen Viktorialand. Er überragt ein großes Massiv zwischen dem Northwind-Gletscher und dem Atka-Gletscher in der Convoy Range.
Die neuseeländische Nordgruppe der Commonwealth Trans-Antarctic Expedition (1955–1958) benannten ihn nach der Glacier, dem Flaggschiff des US-Verbands im McMurdo-Sund zwischen 1956 und 1957.